# Hymenachne wombaliensis
Hymenachne wombaliensis är en gräsart som beskrevs av Hyacinthe Julien Robert Vanderyst och Robyns. Hymenachne wombaliensis ingår i släktet Hymenachne och familjen gräs. Inga underarter finns listade i Catalogue of Life.